# Mizérable
Mizérable (Mizérable?) è il primo EP del cantante visual kei giapponese Gackt.
Si tratta della primissima opera pubblicata da Gackt come solista dopo la carriera come cantante nei MALICE MIZER che lo rese famoso.

## Tracce
Tutti i brani sono testo e musica di Gackt Camui, tranne dove indicato.

Dopo il titolo è indicata fra parentesi "()" la grafia originale del titolo.
1. Mizérable (Mizérable?) - 4:56
2. Story (Story?) - 5:38 (Gackt Camui, Yōhei Shimada)
3. Leeca (Leeca?) - 5:38
4. Lapis ~Prologue~ (Lapis〜Prologue〜?) - 4:02

## Singoli
- 30/06/1999 - Mizérable

## Formazione
- Gackt - voce